# Париж — Рубе

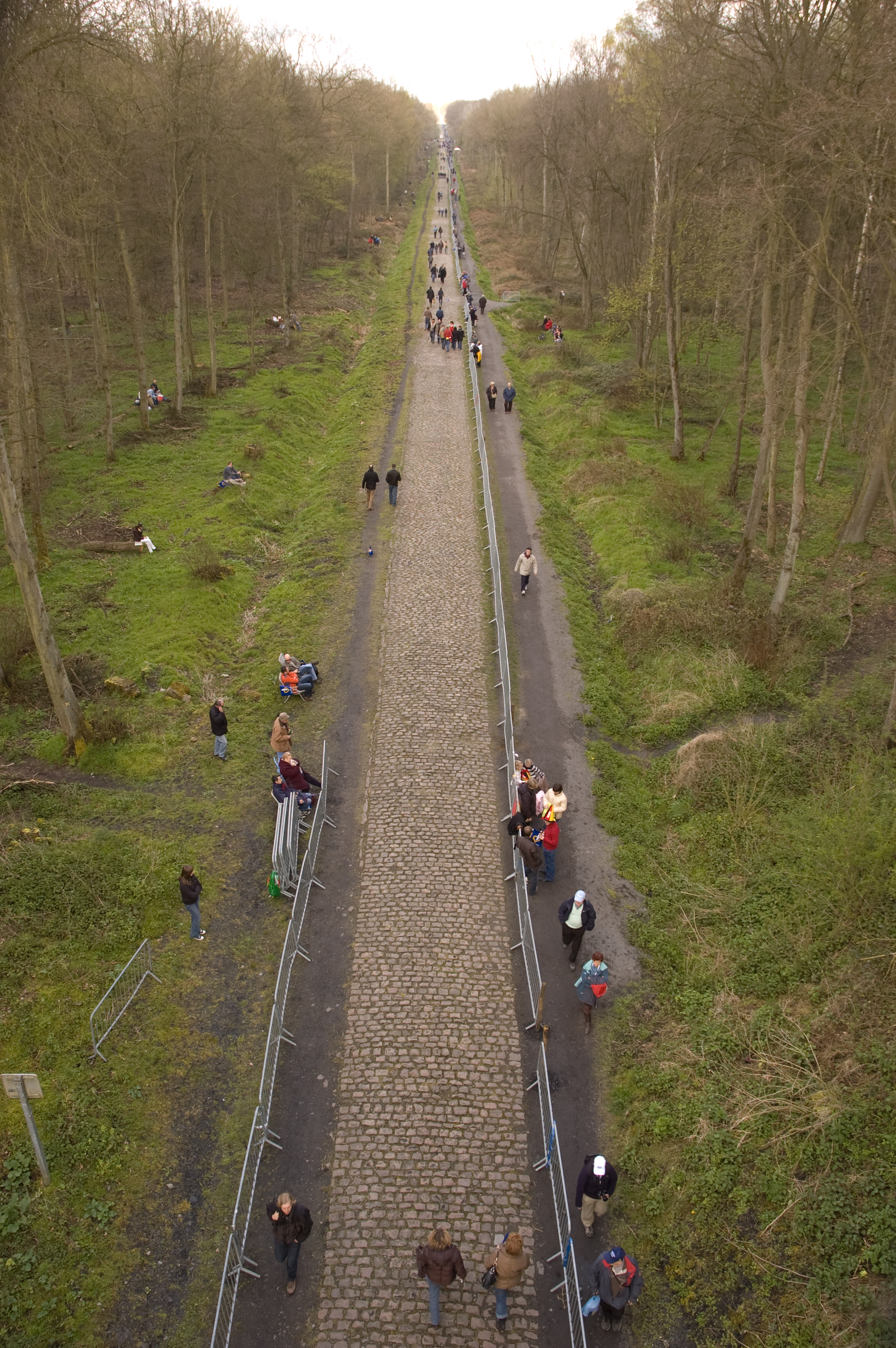

Пари́ж—Рубе́ (фр. Paris-Roubaix) — професійні одноденні велоперегони, що проходять у північній Франції, беручи старт у Комп'єні і фінішуючи у містечку Рубе поблизу кордону з Бельгією. В минулому «Париж—Рубе» були третьою із десяти перегонів на Кубок світу з шосейних велогонок, а зараз вони є частиною Про Туру. Гонка «Париж—Рубе» є однією з класичних одноденних гонок, і також відома як «Північне пекло», «Королева класичних гонок» або «Великодні перегони». З українських велогонщиків найбільших успіхів на «Париж—Рубе» досяг Андрій Чміль, який виграв гонку 1994 року, був другим 1995 року, а також ще двічі фінішував в першій десятці. «Париж—Рубе» відома як одна з найважчих одноденних гонок, оскільки якість доріг, якими проходить траса, невисока, а значна частина шляху (близько 50 кілометрів) пролягає бруківкою.